# Possum vlnitý
Possum vlnitý (Pseudocheirus peregrinus) má charakteristicky stočený ocas, jehož špička je zespodu holá. Possum vlnitý se liší od possuma Herbertova většíma ušima a bílou špičkou ocasu.

## Výskyt
Vyskytuje se v několik poddruzích v celé východní a jihovýchodní Austrálii od Yorského poloostrova až po východ Jižní Austrálie, kromě toho na Tasmánii a v nejzazší jihovýchodní Austrálii. Za západním svahem Velkého předělového pohoří se téměř nevyskytuje. Obývá lesy a oblasti s hustými křovinami.

## Základní data
Délka possuma vlnitého je 30 až 35 cm. Jeho hmotnost je 700 až 1100 g.

## Zajímavosti
Po kusu liščím je possum vlnitý nejčastějším stromovým vačnatcem. Obdobně jako kusu liščí se vyskytuje i v zahradách a parcích velkých měst na východním pobřeží. Živí se především listím, ale i květy a plody, a občas plení zahrady. Jako většina possumovitých je býložravý.